# Slacko
Slacko (cyr. Слацко) – wieś w Czarnogórze, w gminie Podgorica. W 2011 roku liczyła 21 mieszkańców.